# Le Grais
Le Grais est une commune française, située dans le département de l'Orne en région Normandie, peuplée de 206 habitants.

## Géographie

### Hydrographie
La commune est située dans le bassin Seine-Normandie. Elle est drainée par la Rouvre, la Rouvrette, le cours d'eau 01 de l'Ambroiserie, le cours d'eau 05 du Château, le fossé 04 du Hamel, le ruisseau de Beaudouit, le ruisseau de la Petitière et le ruisseau du Moulinet,.
La Rouvre, d'une longueur de 46 km, prend sa source dans la commune de Beauvain et se jette  dans l'Orne à Mesnil-Villement, après avoir traversé 17 communes. 
Deux plans d'eau complètent le réseau hydrographique : l'étang de la Lande Forêt, d'une superficie totale de 2,7 ha (1,58 ha sur la commune) et l'étang du Moulin à Tan, d'une superficie totale de 0,9 ha (0,24 ha sur la commune),.

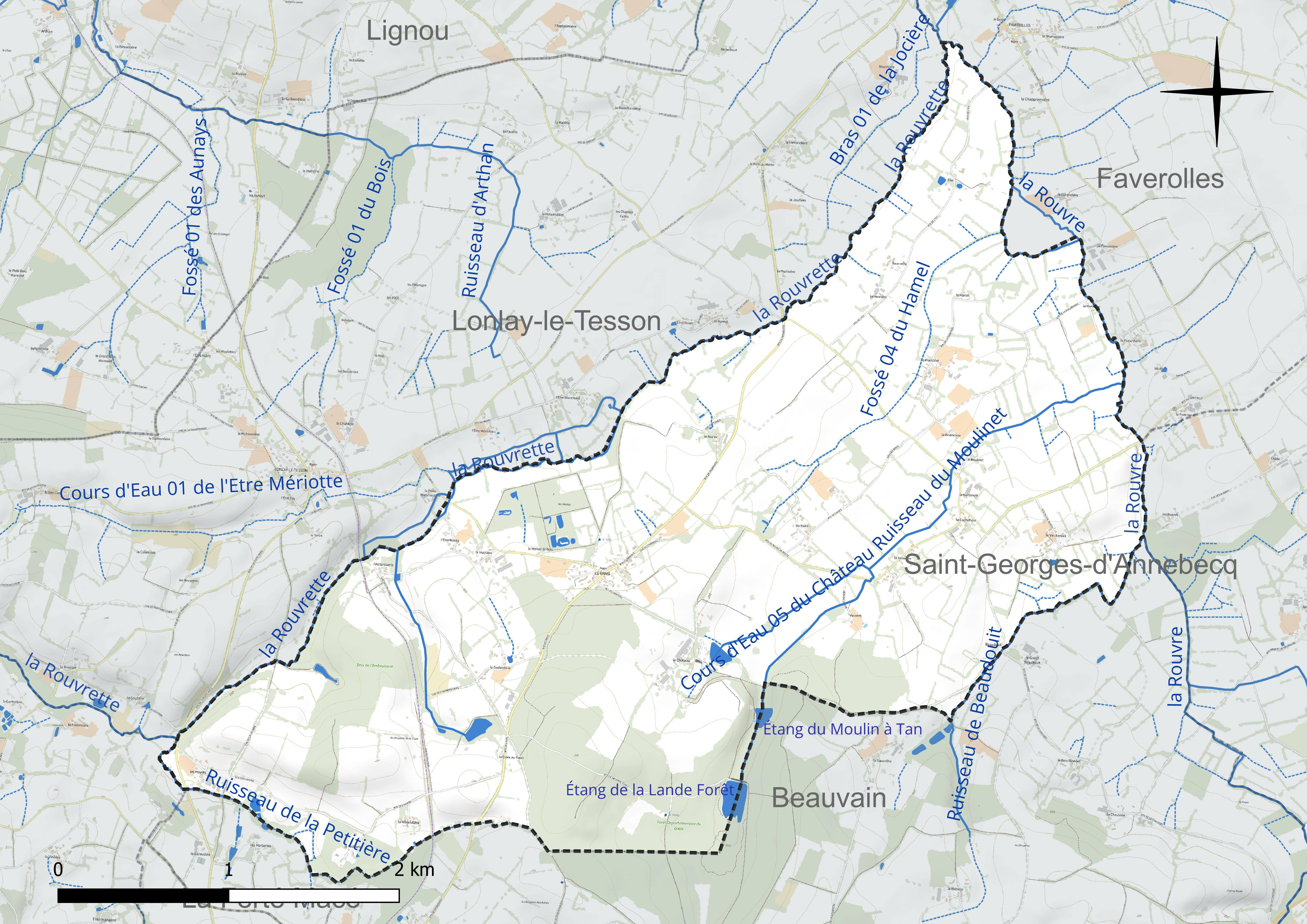
Réseau hydrographique du Grais.

### Climat
Pour des articles plus généraux, voir Climat de la Normandie et Climat de l'Orne.
En 2010, le climat de la commune est de type climat océanique altéré, selon une étude du CNRS s'appuyant sur une série de données couvrant la période 1971-2000. En 2020, Météo-France publie une typologie des climats de la France métropolitaine dans laquelle la commune est exposée à un climat océanique et est dans la région climatique Normandie (Cotentin, Orne), caractérisée par une pluviométrie relativement élevée (850 mm/a) et un été frais (15,5 °C) et venté. Parallèlement le GIEC normand, un groupe régional d’experts sur le climat, différencie quant à lui, dans une étude de 2020, trois grands types de climats pour la région Normandie, nuancés à une échelle plus fine par les facteurs géographiques locaux. La commune est, selon ce zonage, exposée à un « climat contrasté des collines », correspondant au Bocage normand, bien arrosé, voire très arrosé sur les reliefs les plus exposés au flux d’ouest, et frais en raison de l’altitude.
Pour la période 1971-2000, la température annuelle moyenne est de 9,9 °C, avec une amplitude thermique annuelle de 13,6 °C. Le cumul annuel moyen de précipitations est de 910 mm, avec 13,7 jours de précipitations en janvier et 7,9 jours en juillet. Pour la période 1991-2020, la température moyenne annuelle observée sur la station météorologique la plus proche, située sur la commune de Briouze à 7 km à vol d'oiseau, est de 10,9 °C et le cumul annuel moyen de précipitations est de 920,5 mm,. Pour l'avenir, les paramètres climatiques de la commune estimés pour 2050 selon différents scénarios d’émission de gaz à effet de serre sont consultables sur un site dédié publié par Météo-France en novembre 2022.

## Urbanisme

### Typologie
Au 1er janvier 2024, Le Grais est catégorisée commune rurale à habitat très dispersé, selon la nouvelle grille communale de densité à sept niveaux définie par l'Insee en 2022.
Elle est située hors unité urbaine. Par ailleurs la commune fait partie de l'aire d'attraction de La Ferté Macé, dont elle est une commune de la couronne,. Cette aire, qui regroupe 17 communes, est catégorisée dans les aires de moins de 50 000 habitants,.

### Occupation des sols
L'occupation des sols de la commune, telle qu'elle ressort de la base de données européenne d’occupation biophysique des sols Corine Land Cover (CLC), est marquée par l'importance des territoires agricoles (83,9 % en 2018), une proportion sensiblement équivalente à celle de 1990 (84,5 %). La répartition détaillée en 2018 est la suivante : 
prairies (58,6 %), forêts (16,1 %), terres arables (14,2 %), zones agricoles hétérogènes (11 %). L'évolution de l’occupation des sols de la commune et de ses infrastructures peut être observée sur les différentes représentations cartographiques du territoire : la carte de Cassini (XVIIIe siècle), la carte d'état-major (1820-1866) et les cartes ou photos aériennes de l'IGN pour la période actuelle (1950 à aujourd'hui).

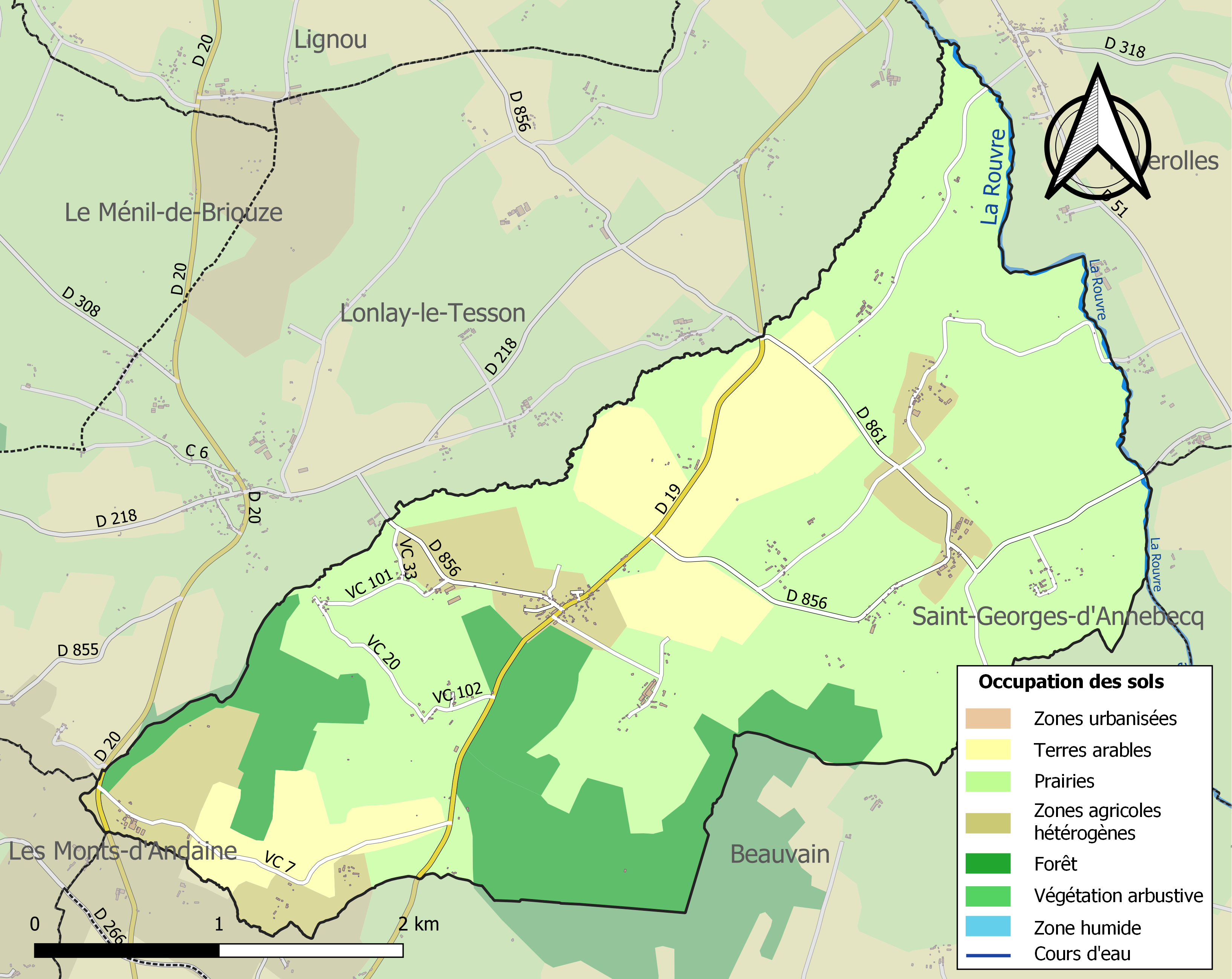
Carte des infrastructures et de l'occupation des sols de la commune en 2018 (CLC).

## Toponymie
Le nom de la localité est attesté sous les formes de Gradato vers 1020, le Grès vers 1335,     Legrais en 1793, Les Grais en 1801.
Toponyme qui a le sens de roche en vieux français  ou du latin gradosus, disposé en gradins, avec le sens « degrés ».
Le gentilé est Graisien.

## Histoire
À la Révolution française, la commune du Grais est rattachée au canton de Rânes (ce dernier est supprimé en 1802).

## Politique et administration
| Période                                  | Période   | Identité             | Étiquette | Qualité                                             |
| ---------------------------------------- | --------- | -------------------- | --------- | --------------------------------------------------- |
| 1963                                     | mars 2008 | Jacques de Malglaive | SE-DVD    | Conseiller général du canton de Briouze (1973-1998) |
| mars 2008                                | En cours  | Bruno Auvray         | SE        | Agriculteur                                         |
| Les données manquantes sont à compléter. |           |                      |           |                                                     |

## Démographie
L'évolution du nombre d'habitants est connue à travers les recensements de la population effectués dans la commune depuis 1793. Pour les communes de moins de 10 000 habitants, une enquête de recensement portant sur toute la population est réalisée tous les cinq ans, les populations de référence des années intermédiaires étant quant à elles estimées par interpolation ou extrapolation. Pour la commune, le premier recensement exhaustif entrant dans le cadre du nouveau dispositif a été réalisé en 2006.
En 2022, la commune comptait 206 habitants, en évolution de +3,52 % par rapport à 2016 (Orne : −3,21 %, France hors Mayotte : +2,11 %).
| 1793 | 1800 | 1806  | 1821  | 1836  | 1841  | 1846  | 1851 | 1856  |
| ---- | ---- | ----- | ----- | ----- | ----- | ----- | ---- | ----- |
| 960  | 997  | 1 097 | 1 096 | 1 039 | 1 037 | 1 125 | 999  | 1 087 |

| 1861 | 1866 | 1872 | 1876 | 1881 | 1886 | 1891 | 1896 | 1901 |
| ---- | ---- | ---- | ---- | ---- | ---- | ---- | ---- | ---- |
| 959  | 934  | 819  | 824  | 706  | 651  | 612  | 523  | 522  |

| 1906 | 1911 | 1921 | 1926 | 1931 | 1936 | 1946 | 1954 | 1962 |
| ---- | ---- | ---- | ---- | ---- | ---- | ---- | ---- | ---- |
| 508  | 428  | 368  | 398  | 339  | 365  | 304  | 345  | 298  |

| 1968 | 1975 | 1982 | 1990 | 1999 | 2006 | 2011 | 2016 | 2021 |
| ---- | ---- | ---- | ---- | ---- | ---- | ---- | ---- | ---- |
| 249  | 217  | 198  | 156  | 175  | 196  | 218  | 199  | 201  |

| 2022 | - | - | - | - | - | - | - | - |
| ---- | - | - | - | - | - | - | - | - |
| 206  | - | - | - | - | - | - | - | - |

## Lieux et monuments
- Château du Grais, édifié au XVIIIe siècle, résidence privée de la famille de Malglaive.
- Logis de la Petitière, résidence privée.
- Église Notre-Dame-des-Sept-Douleurs édifiée au XIXe siècle.
- Étang de La Lande.
- Les tourbières de Mortais.

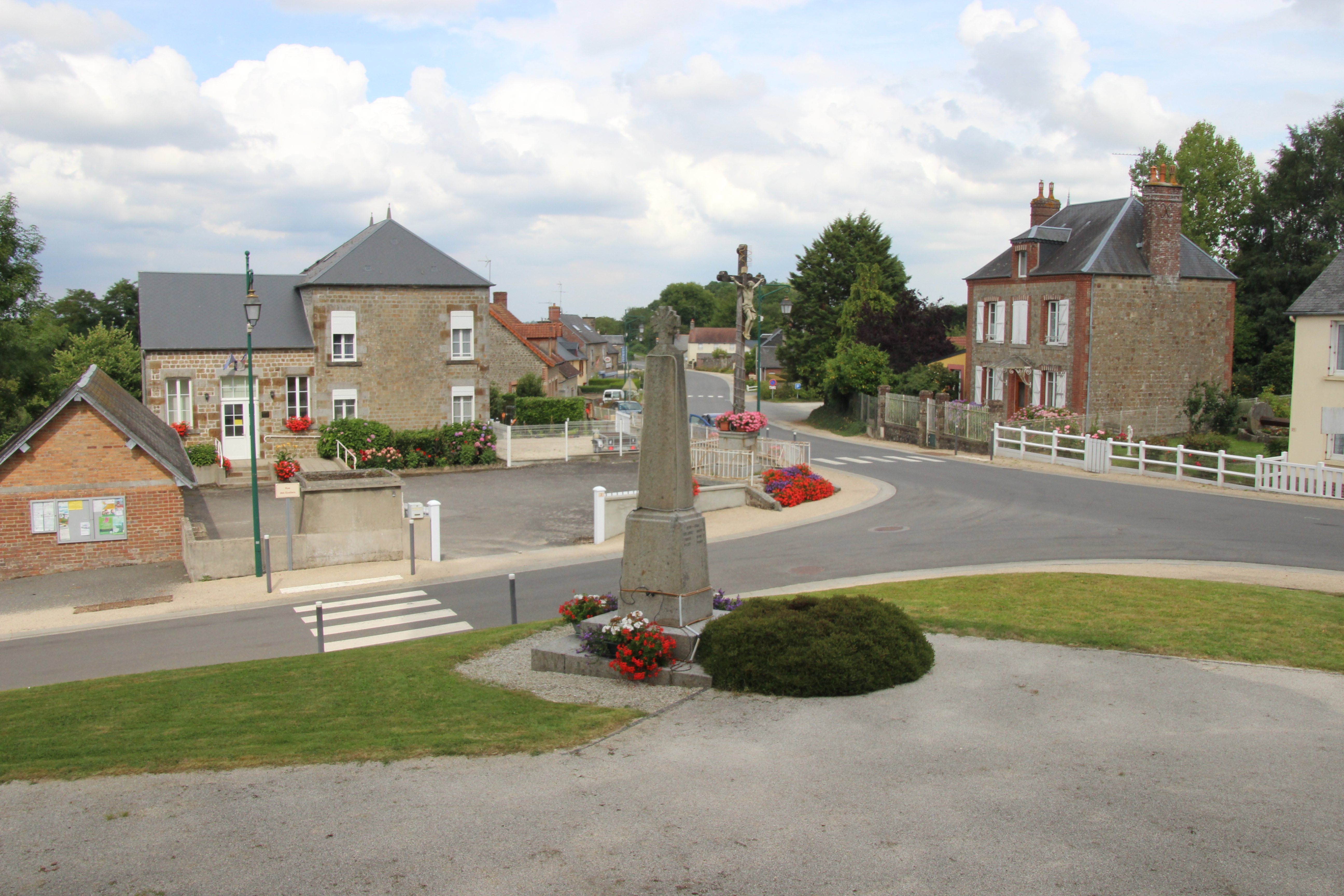
Vue du village.
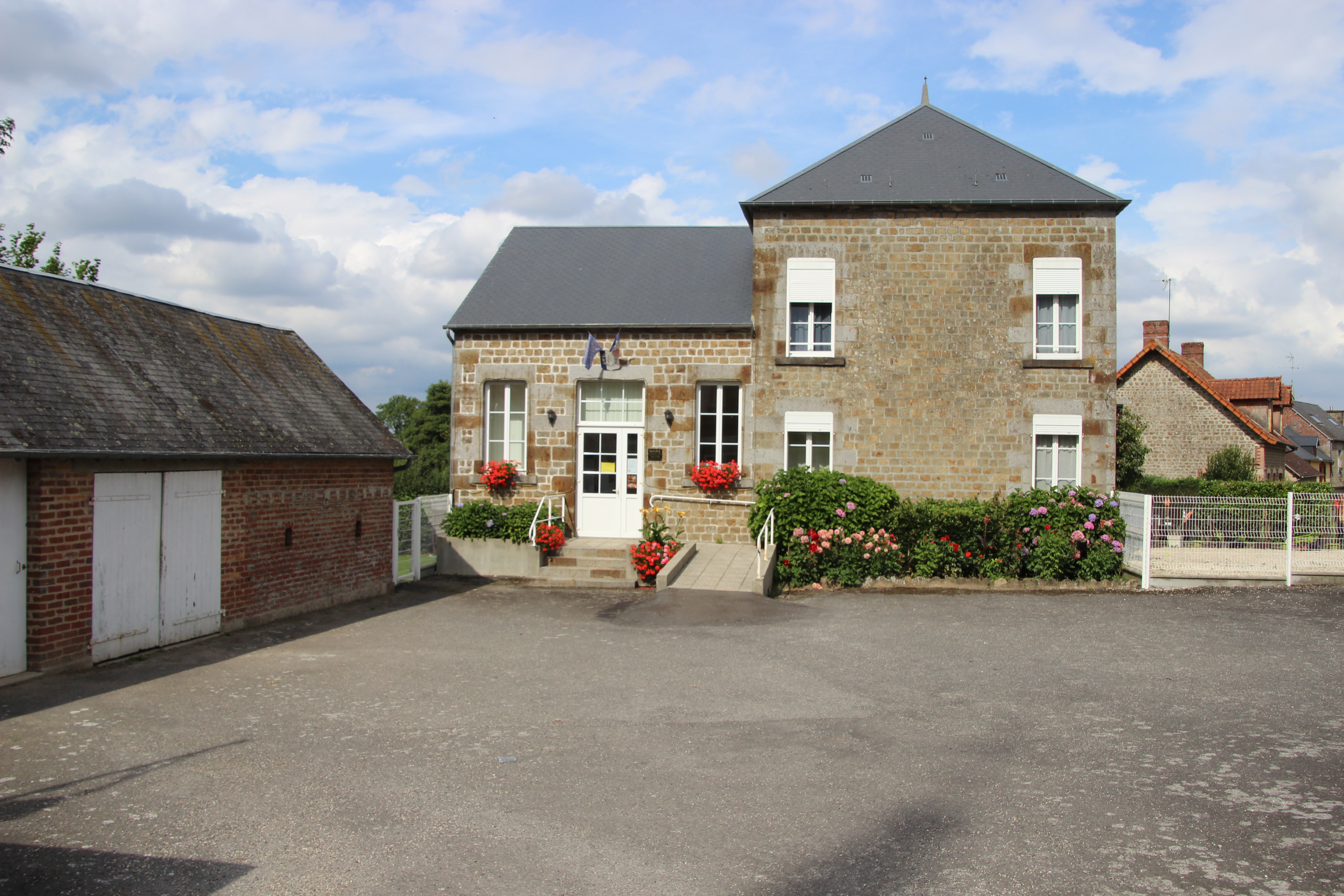
La mairie.
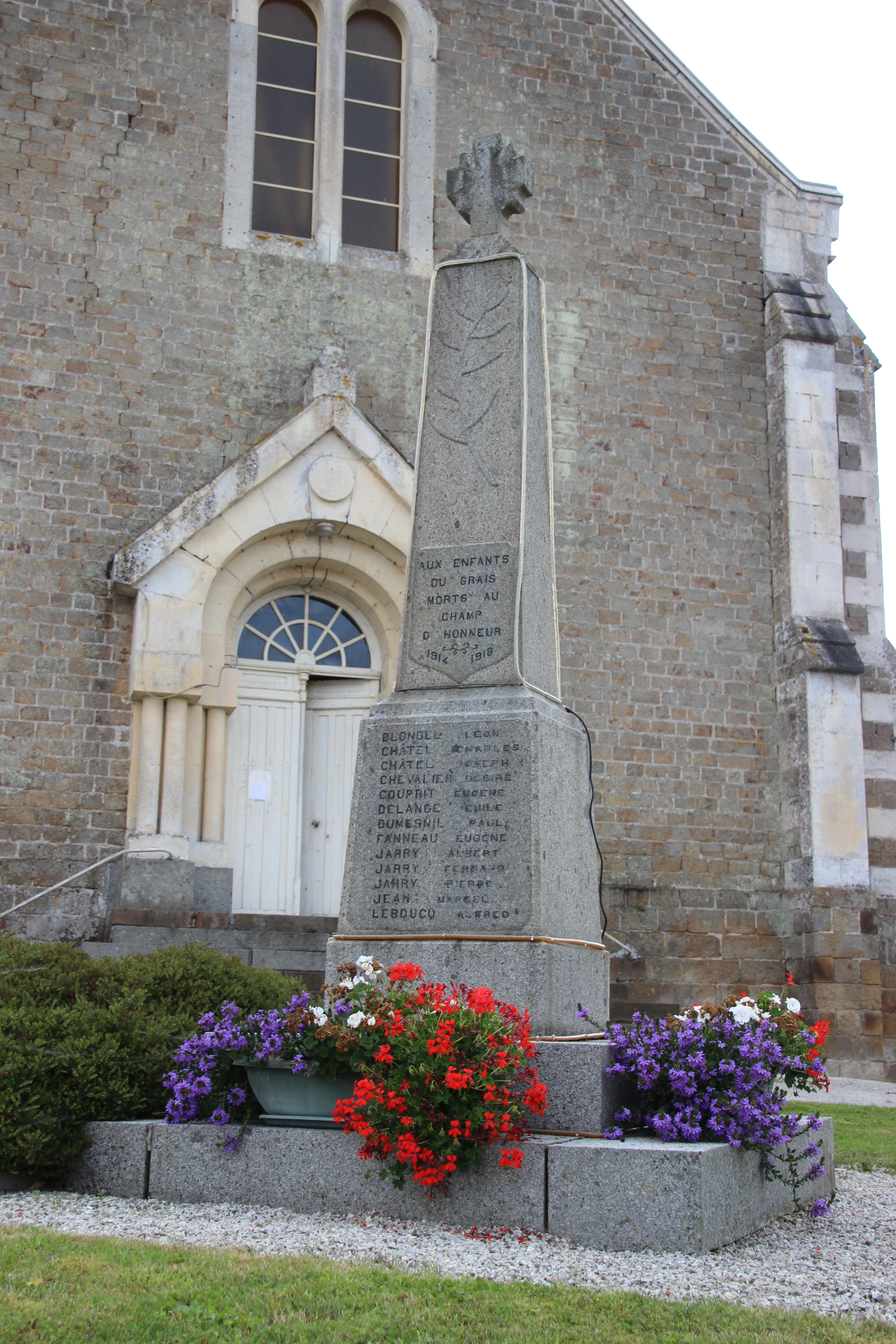
Le monument aux morts .
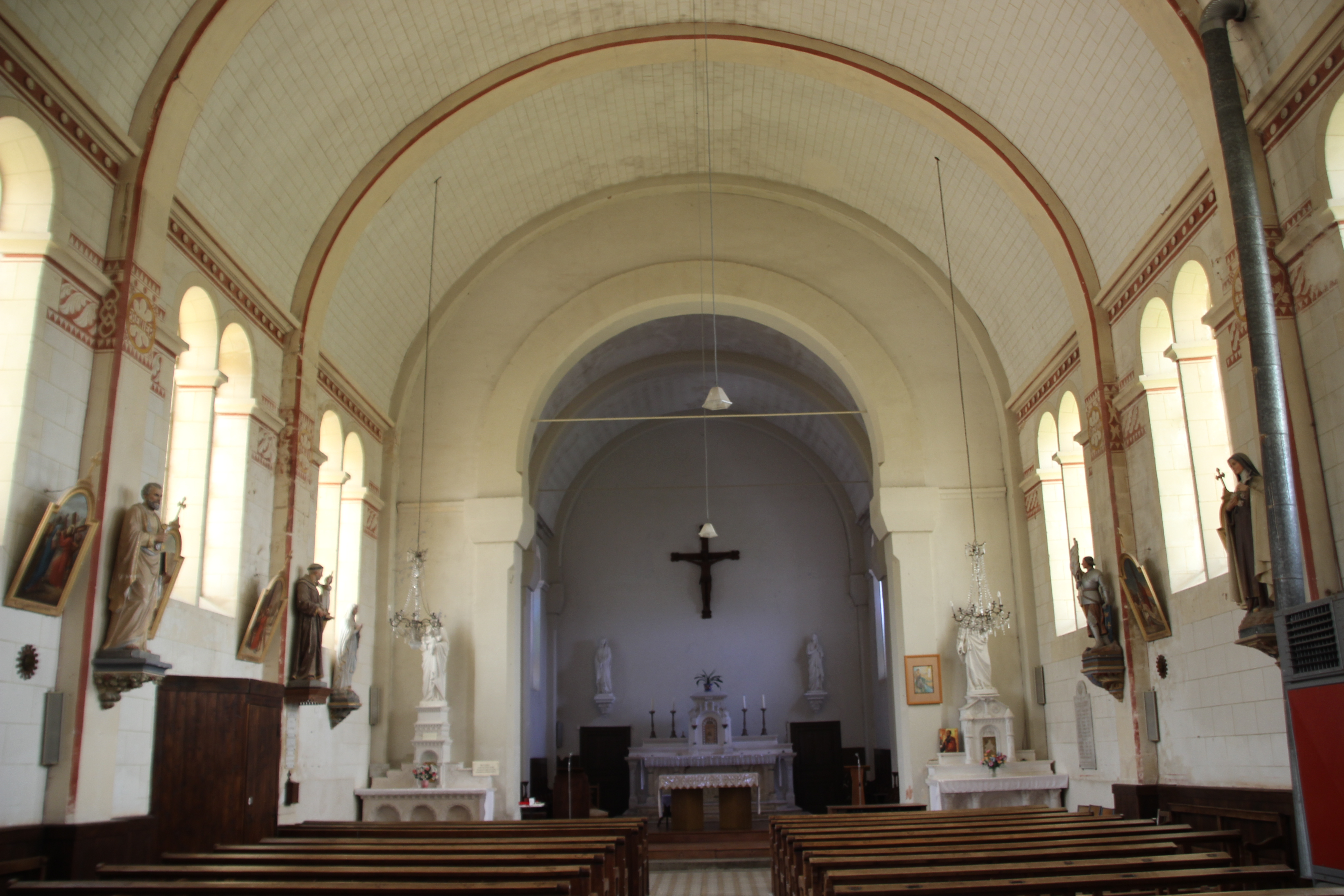
Une vue de l'intérieur de l'église.

## Personnalités liées à la commune
- Marie Jean Félix de Vial (1864 - 1949 au château du Grais), ancien élève de Saint-Cyr, général de brigade français du XXe siècle, qui combattit pendant la Grande Guerre.
- Paul Daniel (1871 à Argentan - 1947 au Grais)[31], inventeur du premier moteur rotatif à sept cylindres en étoile destiné à l'aviation.